# Albertinia
Albertinia est une ville d'Afrique du Sud située dans la province du Cap-Occidental. Son nom est dérivé du patronyme de Johannes Rudolph Albertyn (1847-1920), dignitaire et premier représentant local de l'église réformée hollandaise.

## Localisation
Traversée par la route nationale 2, Albertinia est située au pied des montagnes de Langeberg, à 339 km à l'est de la ville du Cap, à 46 km à l'est d'Heidelberg et à 50 km à l'ouest de Mossel Bay.

## Démographie
Selon le recensement de 2011, Albertinia compte 6 372 habitants (68,52% de coloureds, 20,07% de blancs et 10,62% de noirs).
L'afrikaans est la principale langue maternelle de la population locale (94,19%) devant l'anglais sud-africain (2,83%).
La population de la localité d'Albertinia réside majoritairement dans le township de Theronville (4 966 habitants dont 86,27% de coloureds) et non dans le village central d'Albertinia (1 406 habitants dont 83,50% blancs ).

## Historique
Albertinia a été fondée en 1900 par l'église réformée hollandaise qui racheta la ferme de Grootfontein. La petite ville est devenue une municipalité en 1920.

## Économie locale
La ville vit de la culture d'Aloe ferox
Albertinia dispose de quelques vignobles et délimite la fin de la Route des Vins du petit Karoo.

## Personnalités
Elana Meyer (1966-), athlète spécialiste des courses de fond.